# يان ماكلوكين
يان ماكلوكين (بالإنجليزية: Ian McLoughlin)‏ (9 أغسطس 1991 بدبلن في جمهورية أيرلندا - ) هو لاعب كرة قدم أيرلندي في مركز حراسة المرمى. شارك مع منتخب جمهورية أيرلندا تحت 19 سنة لكرة القدم ومنتخب جمهورية أيرلندا تحت 20 سنة لكرة القدم ومنتخب جمهورية أيرلندا تحت 21 سنة لكرة القدم. أما مع النوادي، فقد لعب مع إيبسويتش تاون وستوكبورت كونتي وميلتون كينز دونز ونادي والسول ونيوبورت كونتي ولوستوفت تاون ‏ وSt Francis F.C. ‏.

## وصلات خارجية
- يان ماكلوكين على موقع قاعدة بيانات كرة القدم.إي يو (الإنجليزية)
- يان ماكلوكين على موقع Soccerbase.com (لاعب) (الإنجليزية)